# Utträde ur Europeiska unionen
Utträde ur Europeiska unionen är en process som innebär att ett land upphör att vara medlem av Europeiska unionen. Möjligheten att utträda regleras av artikel 50 i fördraget om Europeiska unionen och tillkom genom Lissabonfördraget.

## Formellt förfarande
En medlemsstat som vill utträda ur unionen ska anmäla sin avsikt till Europeiska rådet. Det görs av regeringschefen (premiärministern), landets medlem i Europeiska rådet, efter att det beslutats enligt landets konstitutions regler för internationella fördrag, normalt beslutat av landets parlament. Ett avtal som fastslår bestämmelserna för utträdet ska upprättas. Om så inte sker, upphör EU:s fördrag att gälla för den medlemsstaten efter två år från anmälan. Landets förpliktelser mot EU upphör då helt liksom EU:s och övriga medlemsstater förpliktelser mot landet. Dessa bestämmelser trädde i kraft med Lissabonfördraget december 2009.
Vad som händer med landets deltagande i inre marknaden är uttryckligen inte angivet i bestämmelserna utan får bli föremål för förhandlingar vid varje tillfälle. Dock framgår det att utan avtal upphör alla EU-regler att gälla det land som utträder, och därmed lämnar det den inre marknaden. Det anses av många vara bra att vara med i den inre marknaden, och även Norge och Schweiz är (med undantag) med i den utan att vara medlemsstater i EU.
Innan december 2009 fanns inga uttryckliga regler för utträde, vilket innebar att alla medlemsstater måste godkänna ett utträde så att landet stryks ur fördragen.

### Artikel 50
Artikel 50 lyder:
1. Varje medlemsstat får i enlighet med sina konstitutionella bestämmelser besluta att utträda ur unionen.
2. Den medlemsstat som beslutar att utträda ska anmäla sin avsikt till Europeiska rådet. Mot bakgrund av Europeiska rådets riktlinjer ska unionen förhandla fram och ingå ett avtal med denna stat där villkoren för dess utträde fastställs, med beaktande av dess framtida förbindelser med unionen. Detta avtal ska förhandlas i enlighet med artikel 218.3 i fördraget om Europeiska unionens funktionssätt. Det ska ingås på unionens vägnar av rådet som ska besluta med kvalificerad majoritet efter Europaparlamentets godkännande.
3. Fördragen ska upphöra att vara tillämpliga på den berörda staten från och med den dag då avtalet om utträde träder i kraft eller, om det inte finns något sådant avtal, två år efter den anmälan som avses i punkt 2, om inte Europeiska rådet i samförstånd med den berörda medlemsstaten med enhällighet beslutar att förlänga denna tidsfrist.
4. Vid tillämpning av punkterna 2 och 3 får den medlem i Europeiska rådet och rådet som företräder den medlemsstat som utträder inte delta, vare sig i de överläggningar eller i de beslut i Europeiska rådet och rådet som rör den medlemsstaten. Kvalificerad majoritet ska definieras i enlighet med artikel 238.3 b i fördraget om Europeiska unionens funktionssätt.
5. Om den stat som har utträtt ur unionen begär att på nytt få ansluta sig, ska dess begäran omfattas av förfarandet i artikel 49.

Anmärkning: Artikel 49 beskriver inträde i unionen. Länder som utträtt omfattas sålunda av vanlig procedur om de vill återinträda, vilket ska godkännas av alla medlemsländer.

### Återtagande
Den 10 december 2018 beslutade Europeiska unionens domstol, med anledning av Storbritanniens aktiverade begäran om utträde, att en begäran om utträde kan (enligt landets konstitutionella regler) tas tillbaka utan att andra medlemsländer behöver godkänna det, om det görs innan utträdet eller ett avtal om utträde trätt i kraft. Det motiveras med att i avsaknad av tydlig bestämmelse om det i fördragen, räknas en begäran om utträde som just en begäran om den inte trätt i kraft, och att det inte någonstans i fördragen finns beskrivet att medlemmar kan tvingas utträda mot sin vilja.
Däremot är det tydligt angivet i artikel 50 att förlängning av de två åren från anmälan till utträde kräver enhälligt stöd av alla medlemsländer. Ett eventuellt återinträde efter utträdet kräver en långvarig formell gransknings- och förhandlingsprocess, och ett nytt anslutningsfördrag som måste ratificeras av samtliga medlemsländer i enlighet med deras respektive konstitutionella bestämmelser, såsom för ansökarländer som inte varit medlemmar.

## Upphävande av rösträtt och andra rättigheter
Det finns inget sätt angivet i EU-fördraget att tvinga ut en medlemsstat ur unionen. Enda sättet är att pressa landet att självt begära utträde.
I EU-fördraget finns formella förfaranden som beskrivs i artikel 7, för att frånta ett medlemsland rättigheter som följer av EU-medlemskapet, däribland rösträtten i Europeiska unionens råd. Detta kan ske om det allvarligt åsidosätter de grundläggande värdena i Europeiska unionen, såsom demokrati, jämlikhet, rättsstaten och respekt för de mänskliga rättigheterna, vilka anges i artikel 2. Upphävandet av rättigheterna påverkar inte medlemsstatens förpliktelse att följa alla skyldigheter den har enligt EU-fördragen. Innan rösträtten eller andra rättigheter kan fråntas måste först Europeiska unionens råd med kvalificerad majoritet fastslå att det finns problem. Sedan måste Europeiska rådet med enhällighet (utan att medlemsstaten ifråga har rösträtt) fastslå att medlemsstaten åsidosätter unionens grundläggande rättigheter. Därefter kan Europeiska unionens råd, med kvalificerad majoritet, fastslå vilka rättigheter som ska fråntas. Beslutet kan upphävas enligt samma förfarande.
Artikel 7 har aldrig använts, inte ens delvis, men dess existens har nämnts av politiker i konkreta fall. Artikel 7 har omnämnts och vissa processer påbörjats mot Polen och Ungern, avseende hot mot domstolsväsendets politiska oberoende, respektive hot mot mediefriheten. Detta har inte nått till ett första beslut av Europeiska unionens råd.
Artikel 7 har exempelvis även omnämnts efter folkomröstningen om Storbritanniens utträde 2016 som en utväg att tvinga ut landet om de drar ut på ansökan enligt artikeln 50. vilket dock inte är riktigt möjligt, och inget sådant förfarande har heller inletts.

## Historia
Ingen stat har före 2019 lämnat Europeiska unionen. Storbritannien utträdde ur unionen den 31 januari 2020, efter att ha anmält sin avsikt om utträde till Europeiska rådet den 29 mars 2017. Detta baserades på en folkomröstning i juni 2016 om att lämna unionen. Utträdesdatumet förlängdes tre gånger i enlighet med artikel 50 punkt 3.
Av medlemsstaternas områden med inre självstyre har endast Algeriet (1962), Grönland (1985) och Saint-Barthélemy (2012) lämnat det europeiska samarbetet. Algeriet var fram till 1962 en del av Frankrike och, till skillnad från övriga kolonier, även en del av EG. 1962 blev Algeriet självständigt och fick automatiskt lämna EG eftersom det var ett nytt land som inte var med i EG. Grönland och Saint-Barthélemy fortsatte vara kopplade till sina moderländer med inre självständighet, men lämnade EG/EU för att istället få YRO-avtal med EG/EU.

## Ytterligare planer eller önskemål om framtida utträde
I mer eller mindre varje medlemsstat finns partier som vill att landet ska lämna unionen. I de flesta länder finns det dock, enligt opinionsmätningar, inte majoritet bland befolkningen för att lämna unionen. Nedan följer några exempel på länder och partier som drivit eller driver frågan om utträde:
- Grekland: Greklands kommunistiska parti
- Portugal: Portugisiska kommunistpartiet
- Sverige: Sverigedemokraterna och Vänsterpartiet ville fram till 2019 att Sverige skulle lämna unionen [3][4]. Även Miljöpartiet drev frågan fram till 2008.[5]

Vad gäller delar av länder, finns det några där det finns en opinion för att området ska lämna moderlandet och bilda en självständig stat. Dessa lämnar automatiskt unionen, eftersom den nya staten inte är medlem i början. De har efter bildandet möjlighet att ansöka om medlemskap på det vanliga sättet enligt artikel 49. Medlemskapsprocessen tar flera år. De områden där opinionen är starkast (per 2017) är:
- Katalonien
- Skottland

### Fotnoter
1. 1 2  ”Judgment in Case C-621/18 Press and Information Wightman and Others v Secretary of State for Exiting the European Union (press release)”. Court of Justice of the European Union. 10 december 2018. https://curia.europa.eu/jcms/upload/docs/application/pdf/2018-12/cp180191en.pdf. Läst 5 mars 2019.
2. ↑  Rankin, Jennifer (25 juni 2016). ”What is Article 50 and why is it so central to the Brexit debate?”. The Guardian. http://www.theguardian.com/politics/2016/jun/25/article-50-brexit-debate-britain-eu. Läst 3 juli 2016.
3. ↑  https://www.svt.se/nyheter/inrikes/sd-byter-fot-vill-inte-langre-lamna-eu
4. ↑  https://sverigesradio.se/sida/artikel.aspx?programid=83&artikel=7157110
5. ↑  Lena Hennel (6 oktober 2008). ”MP slopar krav på EU-utträde”. Svenska dagbladet. http://www.svd.se/nyheter/inrikes/politik/valet2010/mp-slopar-krav-pa-eu-uttrade_1836981.svd. Läst 3 mars 2015.

| Europeiska flaggan | EU-portalen – temasidan för Europeiska unionen på svenskspråkiga Wikipedia. |